# The Assembly
The Assembly war ein kurzzeitiges musikalisches Projekt des früheren Depeche-Mode- und heutigen Erasure-Musikers Vince Clarke zusammen mit Eric Radcliffe, der zuvor auch schon als Toningenieur und Co-Produzent einiger Yazoo-Schallplatten in Erscheinung getreten war.

## Hintergrund
Anfangs als Projekt mit wechselnden Sängern geplant, kam es jedoch nur zu einer einzigen Single-Veröffentlichung (Never Never, Mute Records 1983) mit dem ehemaligen Undertones-Sänger Feargal Sharkey, der in der Folge ein Comeback mit einer Reihe von Hits feiern konnte. Die Single Never Never erreichte in England Platz 4 der Charts.
Die Single wurde in die Sammlung der One-Hit-Wonder des Senders Bayern 3 Radio aufgenommen.
Vince Clarke veröffentlichte danach (ohne Eric Radcliffe) noch eine Single mit dem Sänger Paul Quinn (One Day, Mute Records 1985), bevor er 1985 mit Andy Bell das Duo Erasure gründete.